# Knabe mit Schwan

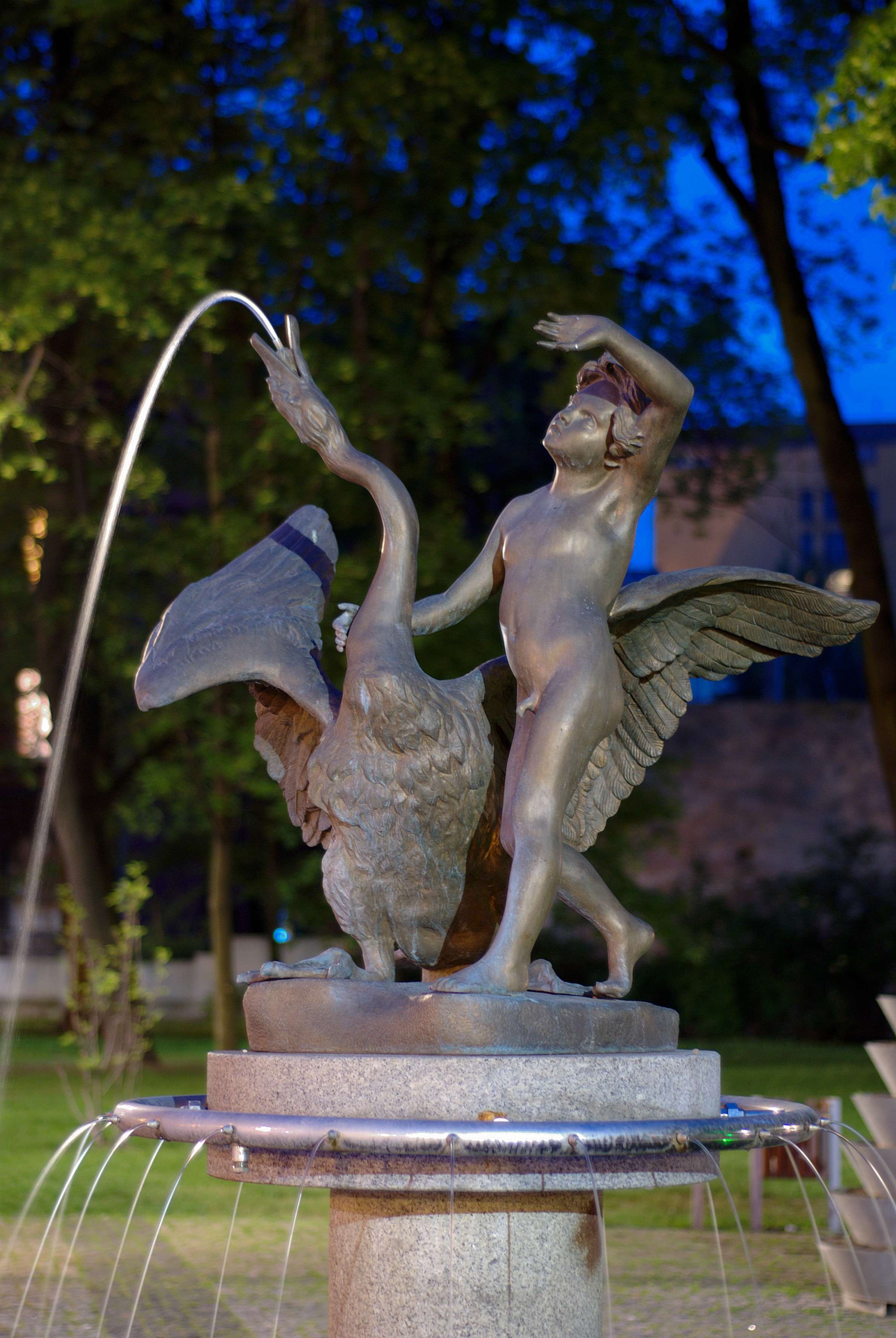
Der Knabe mit Schwan in Gliwice (Gleiwitz)

Die Plastik Knabe mit Schwan (zumeist gen. "Junge mit Schwan") wurde 1834 von dem Bildhauer Theodor Kalide (1801–1863) erdacht und modelliert. Sie gilt als eine seiner frühen vollplastischen Arbeiten und seine erste Figurengruppe in Lebensgröße. Erstmals in Metallguss ausgeführt wurde sie für den Schlossgarten in Charlottenburg und nachher in Eisen, Zink und Bronze vervielfältigt.
Gemäß der Invention als Springbrunnen – wobei der Schwan den Wasserstrahl ausspeit – wurde sie an zahlreichen Standorten unter freiem Himmel zumeist in Gärten und Parks bzw. in Brunnenanlagen integriert.

## Geschichte
Im Auftrag von König Friedrich Wilhelm III. (Preußen) wurde „Knabe mit Schwan“ in Bronze für den Charlottenburger Schlossgarten ausgeführt. 1851 wurde die Gruppe auf der Londoner Weltausstellung (Great Exhibition) präsentiert und mit einer Bronzemedaille prämiert. Weitere Metallgüsse gelangten nach Warschau, in Städte in Schlesien, nach Großbritannien und in die Vereinigten Staaten.
Neben den zahlreichen zeitgenössischen Vervielfältigungen existieren spätere Nachgüsse (z. T. als Ersatz für beschädigte Exemplare) und Reproduktionen in jüngster Zeit.

## Liste der Plastiken und ihre Standorte
| Bild | Land                            | Letzter bekannter Standort und genaue Lage | Errichtet | Bemerkungen |
| ---- | ------------------------------- | ------------------------------------------ | --------- | --- |
|      | Polen                           | Gliwice (Gleiwitz), Grünanlage Dessau      |           | Knabe mit Schwan (Gliwice) |
|      | Vereinigte Staaten              | New York City, Central Park                |           | |
|      | Deutschland                     | Detmold, Palaisgarten                      |           | |
|      | Deutschland                     | Bad Freienwalde, Schlosspark               |           | Nicht erhalten. 1909 abgebaut und durch Fontäne ersetzt.                                                                                 |
|      | Vereinigtes Königreich, England | Osborne House                              |           | |
|      | Polen                           | Breslau                                    |           | |
|      | Deutschland                     | Eckersdorf-Donndorf, Schloss Fantaisie     |           | |
|      | Polen                           | Warschau, Wilanów-Park                     |           | |
|      | Polen                           | Warschau, Sächsischer Garten               |           | |
|      | Weißrussland                    | Minsk                                      |           | |
|      | Polen                           | Czeladź                                    |           | |
|      | Polen                           | Chorzów (Königshütte)                      |           | |
|      | Polen                           | Brzeg (Brieg)                              |           | |
|      | Deutschland                     | Berlin, Schlossgarten Charlottenburg       |           | Nicht erhalten |
|      | Deutschland                     | Potsdam, Schlosspark Sanssouci             |           | Im Innenhof des Gartendirektionsgebäudes (Am Grünen Gitter 7). Aus konservatorischen Gründen deponiert und durch einen Nachguss ersetzt. |
|      | Polen                           | Legnica (Liegnitz)                         |           | |
|      | Deutschland                     | Am Salzhaff                                |           | Vorplatz des Ostsee-Gutshauses |